# Altrömisches Recht
Das altrömische Recht bezeichnet den ersten Entwicklungsschritt der knapp eintausendjährigen Rechtsgeschichte des Römischen Reichs. Im Laufe der legendären Königszeit, beginnend mit der Gründung Roms im 8. Jahrhundert v. Chr., setzte – in der rückwärtigen Betrachtung der Forschung – eine auf wenige Autoritäten beschränkte fruchtbare Rechtsbildung ein. Das archaische Wissen dieser originell schöpfenden und produktiven Fachleute währte bis etwa zur Mitte des 3. Jahrhunderts v. Chr., bevor in Zeiten der mittleren Republik das vorklassische Rechtsdenken, vorgeprägt durch die monopolistisch gesteuerte iuris prudentia, seinen Ausgang nahm.
Mit Ausnahme der Zwölftafelgesetzgebung aus den Jahren 451/450 v. Chr. war das altrömische Recht überwiegend ungeschriebenes Gewohnheitsrecht. Den Handlungsspielräumen angewandten Gewohnheitsrechts waren aus kultischen Gründen die Grenzen gesetzt, die von den dualen Begriffssystemen fas und nefas erfasst werden. Im Spannungsfeld dieses göttlichen Normenkodex, der zwingend einzuhalten war, um die Ordnung nicht zu stören (pax deorum), leitete sich archaisches ius her, der gesunde Umgang mit der göttlichen Rechtsordnung. Vornehmlich geprägt war ius vom mos maiorum, von der Väter Sitte, den mores.
Bis zu den spätantiken Kompilationen Justinians, die sich rechtstechnisch auf das Zusammentragen und Aktualisieren bestehender Bestimmungen beschränkten, sollten die XII Tafeln die einzige echte Kodifikation des römischen Rechts bleiben. Die gelegentlich in die Diskussion eingeführten leges Regiae der Königszeit und Überlieferungen zu prädecemviralen Komitialgesetzen (etwa die lex Aternia Tarpeia) werden kaum für glaubhaft erachtet, denn sie seien eher als Rekonstruktionsversuche und Rechtfertigungsgründe späterer Generationen für das angetroffene Inventar zu verstehen.

## Gesellschaftsrechtlicher Kontext
In Ermangelung auch nur einer einzigen zeitgenössischen Quelle muss das Bild, das die heutigen Kenntnisse über diese Zeit erfasst, aus späteren Berichten zusammengetragen und rekonstruiert werden. Historische Rechtsvergleichung ist kaum möglich, ebenso bleibt im Dunkeln, ob und wie Rom rechtlich von außen beeinflusst worden ist. Dies sei insbesondere mit Blick auf etruskische Autoritäten und deren Einflüsse besonders fraglich. Hellenistische Einflüsse andererseits seien nicht unwahrscheinlich. Eine verbreitete Forschungsauffassung geht davon aus, dass die Decemvirn die stoischen Leitbilder aus Athen nach Rom gebracht hätten, wo sie dann ihren Niederschlag in den XII Tafeln fanden. Andere Forscher gehen davon aus, die Ideen stammten nicht aus Athen selbst, sie seien vielmehr aus den griechischen Kolonien Unteritaliens in Rom eingesickert. Es wird sogar für möglich gehalten, dass die für Rom wegweisende Idee, die Einigung der Patrizier und der Plebejer in einem einzigen Gesamtgesetz festzuhalten – beide ausgestattet mit gleichen Rechten und Pflichten – griechischem Vorbild entsprang. Die verschiedenen Anschauungen über religiöse Riten, Territorien und deren Grenzen oder über das Verbandswesen, hielten bereits in der Antike reichlich Diskussionsstoff bereit.
Das altrömische Recht war das feststehende Recht der römischen Bürgergemeinde, verankert im Volksbewusstsein. Es bestand aus einem wenig differenzierten Verbund von Einrichtungen und Grundsätzen. Diese konkretisierten und festigten sich allmählich durch Rechtsprechung. Gesetzgebung hingegen spielte – wenn vom politisch motivierten Wurf der sehr lückenhaften XII-Tafeln abgesehen wird – eine untergeordnete Rolle in Bescheidenheit, griff selten ein. Autoritäten für die Jurisdiktion rekrutierten sich zunächst allein aus der Priesterschaft, später übernahmen die Aufgabe auch weltliche Rechtskundige. Sie berieten die Gerichte zweckmäßig, entwickelten Prozessformeln für das Klagewesen, schufen Regelsätze und assoziierten sie bei Bedarf. Damit trugen sie zu einer früh einsetzenden Prozessökonomie bei. Weder aber betrieben sie Wissenschaft noch Rechtstheorie, auch gab es keine rechtliche Systematik. Die praktischen Fälle wurden als Einzelfälle beraten und gelöst.
Im Kern war das antike Recht latinisch geprägt. Im latinischen Bund bestand von alters her eine überstaatliche Rechtsgemeinschaft. Es kann davon ausgegangen werden, dass es sich – soweit nicht positive Regelungen Besonderheiten angeordnet haben – nicht wesentlich von anderen latinischen Rechten unterschieden hat. Das altrömische Recht war kein primitives Recht, aber es war urwüchsig ungeschliffen, sehr assoziativ und ohne theoretischen Unterbau. Auch gab es keine Begriffssystematik, mittels derer die Verknüpfung von Inhalten vorgenommen hätte werden können, es bestand lose aneinandergereiht, nebeneinander. Der Geltungsbereich war vom Personalitätsprinzip bestimmt, galt mithin für Mitglieder des Gemeinwesens, unabhängig von deren Aufenthaltsort. Abgewanderte konnten von ihrem Rückkehrrecht Gebrauch machen.
Den römischen Lebensgrundlagen nach charakterisiert sich das römische Volk als traditionsbewusste bäuerliche Gemeinschaft, die Landbau und Viehzucht betrieb. Der rechtliche Maßstab, die Sitten der Ahnen, ließ zwar gesellschaftlichen Wandel und Veränderungen im Sozialgefüge zu, Reformen aber wurden weitgehend abgelehnt. Nie galt es neues Recht zu schaffen, das vorgegebene Recht sollte nur richtig erkannt werden. Eine staatliche Autorität war nicht beteiligt, es gab jedenfalls kein nachweislich gesetzes Recht der Könige oder der Priesterschaft. Bedingt durch den wirtschaftlichen und politischen Aufschwung bildete sich eine Oberschicht heran, die die Grundherrschaft ausübte. Dabei handelte es sich um den patrizischen Bodenadel. Spätere gesellschaftliche Durchmischungen mit den aufstrebenden Plebejern führten zu einer patrizisch-plebejischen Nobilität. Diese ließ für sich arbeiten und verschrieb sich selbst den urbanen Lebensformen. Aus der Sippe entwickelte sich die (weitgehend autarke) Kleinfamilie als fester Rechtsverband. Dem stand der pater familias mit straffer Führung und als einziger Entscheider vor. Alle anderen Familienmitglieder waren ihm mit allen Konsequenzen gewaltunterworfen. Das galt genauso für Sklaven. Mit diesem Konzept grenzten sich die Familienhausverbände rechtlich gegeneinander ab. In dieser Weise bestimmten sich auch die Grenzen des Privatrechts im Verhältnis der Familien untereinander, denn der Staat mischte sich in diese Sphäre grundsätzlich nicht ein. Im familiären Innenverhältnis wurde nach Ermessen des Hausherrn entschieden, im Außenverhältnis zu den anderen Familien standen einige, bald zahlreiche, Klagewege offen.

## Rechtliche Wesenszüge

### Archaische Rechtsordnung

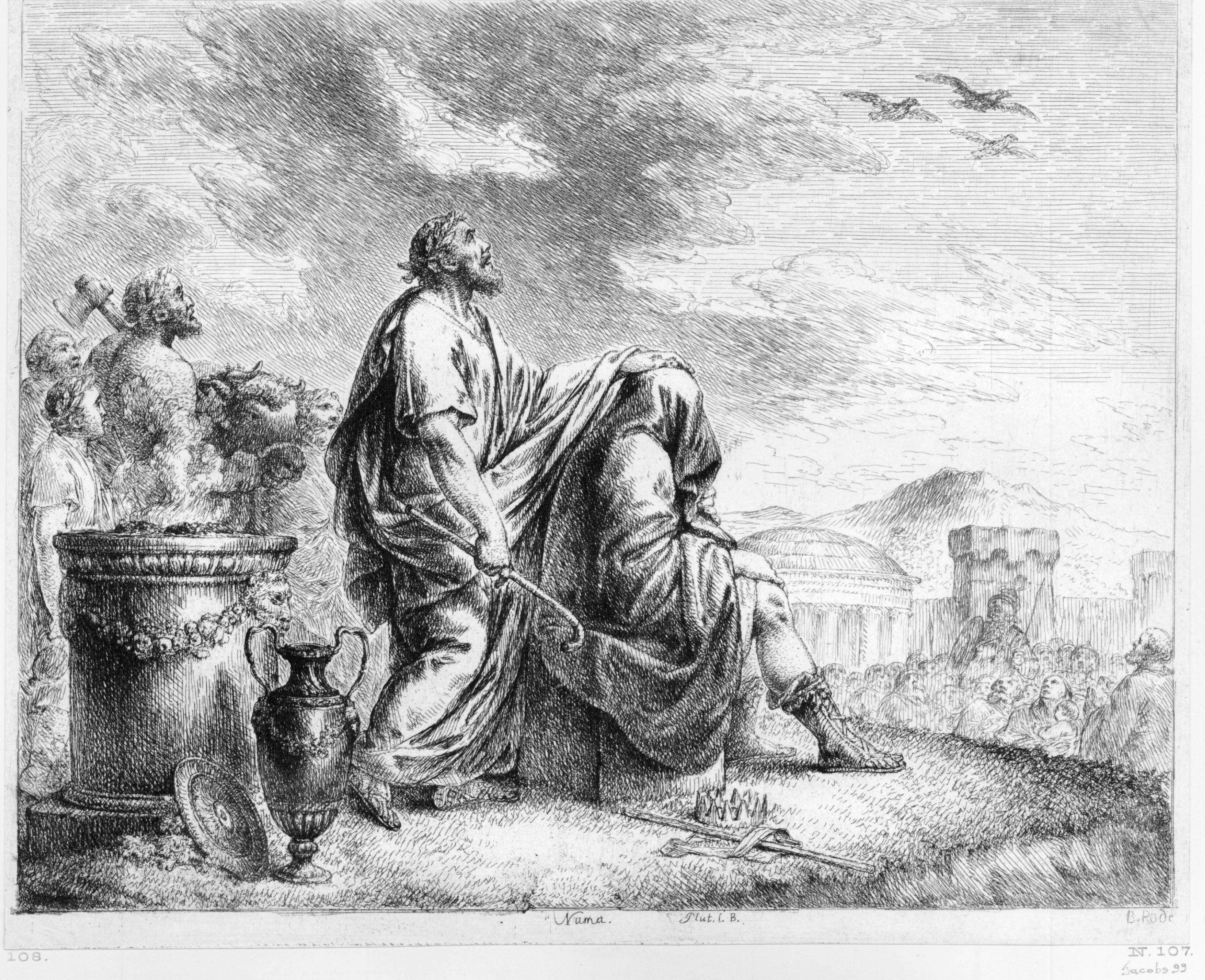
Ein Augur erklärt Numa Pompilius nach dem Orakel des Vogelfluges zum glücklichen König (Bernhard Rode 1769).

Es wird davon ausgegangen, dass die archaische römische Rechtsordnung von Elementen begleitet war, die sich mit den schwer durchschaubaren Begriffen fas und nefas, eingebettet darin ius, am ehesten fassen lassen. Der erst in späteren Quellen reflektierte Begriff fas (hergeleitet wohl aus * bha = Manifestation der Normen) wird gern als gebietendes, sittlich gutes Regelwerk göttlichen Ausmaßes interpretiert. Dem gegenüber stand unheilvoll nefas, Zuwiderhandlungen galten als Störung der Natur, als Herausforderung des göttlichen Friedens (pax deorum). Innerhalb der  Grenzen der dualen Kräfte fas/nefas erhielten Mensch und Gesellschaft einen eigenverantworteten Handlungsspielraum, ius (hergeleitet wohl aus * yaos = Gesundheit und Riten).
Fas und ius korrespondierten in einer Weise miteinander, dass seit frühester Zeit Regeln galten, die ungeschrieben waren aber über Jahrhunderte von Generation zu Generation tradiert wurden. Es erwuchsen unerschütterlich be- und anerkannte, unabdingbare Normen, die Sitten und Gebräuche der Ahnen (mores). Gaius nutzte in seiner klassischen Rechtsliteratur den vergleichbaren Begriff veteres. Die Gebräuche und Sitten beruhten auf dem archaischen ius und hatten grundsätzlich über die Sippen und gesellschaftlichen Gruppen hinweg Relevanz. Der Pontifex maximus wachte über das ius sacrum, bewahrte die Erinnerung an die mores und interpretierte die Normen im Rahmen der ihm vorgegebenen Grenzen. Diese interpretatio iuris der Pontifikalkollegien kann als Legitimation zur Rechtsfortbildung verstanden werden. Den öffentlichen Schutz der mores hingegen gewährleistete in der Königszeit der rex. Im Geltungsbereich der Rechtsordnung stand unter Ausgrenzung aller anderen, die römische Bürgerschaft. Es galt ius Quiritum, exemplarisch seien die Rechtsverhältnisse am Bestandsschutz erwähnt. Das pontifikale Monopol zur Auslegung der Tafeln fiel um die Wende vom 3. zum 2. Jahrhundert v. Chr. Es schloss sich der Beginn der rechtswissenschaftlichen Tradition an, diese gespeist durch die interpretatio prudentium der klassischen Juristen, die die Zweckmäßigkeit oder den Nutzen (utilitas) als Argument zur Begründung ihrer Einzelmaßnahmen für sich entdeckten. Das Monopol des Königs war bereits im 6. Jahrhundert v. Chr. mit der Verbannung des Tarquinius Superbus gefallen.
Am Beginn der römischen civitas waren es – der Legende nach – ebenfalls die Könige (reges), die die mores unmittelbar anwendbar gemacht haben sollen und dafür Gesetze (leges) erließen. Diese sogenannten leges regiae liegen tatsächlich aber in völliger Dunkelheit. Soweit ihre Existenz unterstellt werden darf, orientierten sie sich an den mores, die den Türöffner für die Gesellschaft bildeten. Der König wird Rechtsakte wahrscheinlich in Alleinzuständigkeit und per Edikt erlassen haben, wenngleich Hinweise darauf bestehen, dass die Kurienversammlung und der Senat (Billigungsverfahren) funktional für die Gesetzgebung und weitere Rechtsakte zuständig gewesen sein könnten (vgl. hierzu lex curiata de imperio). Quellentechnisch ist das nicht abgesichert. Beide Spruchkörper waren jedenfalls ursprünglich patrizisch besetzt und wiesen Komponenten des römischen Synoikismos auf, denn besetzt wurden sie in der Zeit durch Abkömmlinge der sabinischen, etruskischen und latinischen Stämme (Tities, Luceres und Ramnes).
Die in spätrepublikanischer und frühkaiserlicher Zeit einsetzenden Nachrichten zu den Königsgesetzen wiederum sind widersprüchlich und wenig aufschlussreich. So deuten Dionysios und Livius auf das sakralrechtliche Normenpaket des ius papirianum (eines Caius Papirius: De ritu sacrorum) hin, das bereits Numa (der zweite König) geschaffen und Ancus Marcius (der vierte König) öffentlich ausgestellt habe. Ganz anders äußert sich der spätere Pomponius in seinem bedeutsamen rechtsgeschichtlichen Traktat, dem Enchiridion. Dort heißt es, dass es ein ius civile paprianum gegeben habe, das eine Sammlung von Gesetzen der Kurienversammlungen gewesen sei, die überhaupt erst der siebte und letzte König Tarquinius Superbus erlassen habe, verfasst von einem Sextus Papirius. Auf verschiedenen Ebenen werden drei Widersprüche evident. Teilweise überlebt haben könnten Königsgesetze möglicherweise aber im ius sacrum und in den XII Tafeln.
Die Königsgesetze seien schließlich außer Gebrauch gekommen, da mit der Vertreibung des letzten Königs die rechtliche und politische Führung auf zwei Institutionen und mehrere Köpfe verteilt werden sollte, auf die amtszeitbegrenzte magistratische Doppelspitze der Konsuln, die sich gegenseitig kontrollieren und die Volksversammlung, die nicht nur zur Wahl der Magistraten berechtigt war, sondern Gesetzgebungszuständigkeit erlangte (res publica). In der frisch eingerichteten Republik wurde ein neuer normativer Rahmen geschaffen und die XII Tafeln ins Leben gerufen. Ihre Legitimation erhielten die Tafeln durch Volksbeschluss (publica autoritate) des Volkes (populus) als Souverän. Gleichzeitig waren sie das Ergebnis zäher Verhandlungen um einen Kompromiss zwischen Patriziern und Plebejern, insbesondere zum verfahrensrechtlichen Rechtsschutz. Die Tafeln statuierten materiell-rechtlich aber das gewohnheitsrechtlich hergebrachte bürgerliche Privatrecht, denn Großgrundbesitz privilegierte nach wie vor nur Patrizier. Das vertiefte die wirtschaftlichen Probleme der Plebejer, die überdies noch mit Beschränkungen im gewerblichen (Tausch)-Handel zu kämpfen hatten. Die Konflikte der Stände schwelten damit über Jahrzehnte weiter, denn die ökonomisch evidenten Probleme des Plebs waren so noch nicht gelöst. Die Tafeln waren aber nicht nur von agronomen Strukturen geprägt, sondern auch von einem strengrechtlichen Formalismus. Ausschlaggebend für die Rechtsbindung eines Geschäftsakts war ein behäbig anmutender, rituell zelebrierter Formelwortlaut der Pontifikaljurisprudenz.

### Rechtliche Begriffsbildung
Schutzobjekte waren vornehmlich landwirtschaftlich kostbare Güter, die res mancipi, etwa Grund und Boden, Großvieh und Sklaven. Zwischen Privat- und Prozessrecht wurde nicht unterschieden, da Ausgangspunkt für die Herstellung des Rechtsfriedens die Umsetzbarkeit von Ansprüchen beziehungsweise die Erhebung von Gegenrechten war. Im Gegensatz zu vielen heutigen Rechtsordnungen, wurde nicht unter den Tatbestand eines Gesetzes oder eine gewohnheitsrechtliche Regel subsumiert. Jede Klage (actio) und jede Einwendung (exceptio) war für sich ein neuer Rechtsschöpfungsakt. Da auch Wiederholungsfälle zu entscheiden waren, gelangte man vom individuellen Fallrecht Schritt für Schritt zum Präjudizienrecht mit Musterformeln. Da mit den zivilprozessualen Legisaktionen regelmäßig Fragen des Erwerbs, des Verlustes oder des Schutzes von Dingen und Rechten zwischen den Parteien geregelt wurden, bedurfte es insoweit auch keines göttlichen Schutzes. Die Pontifices, die grundsätzlich in der ihnen gebührenden Doppeleigenschaft als Rechtskundige sowie Heilsvermittler tätig wurden, konnten bei ihren Gutachten (responsa) auf eine sakrale Bezugssetzung, die Heilsvermittlung, verzichten. Für Fremde, die peregrini, galt überdies unterschwelliges Fremdenrecht. Als Gast (cliens) genoss der Fremde jedoch – sakral bedingten – Treueschutz.
Die Formulierung des Staates über Gesetze (leges publicae) wird als Entwicklungsprozess aus den Gerichtsentscheiden (responsa) für die verhandelten Einzelfälle betrachtet. Die Annahme, dass abstrakte Normen bereits parallel zur ältesten Gerichtsbarkeit da waren, verböte sich – nach heutiger Auffassung – einerseits aus etymologischen Gründen (lex aus legere, „Lesen der Spruchformel“) und andererseits aus dem Prinzip der Kasuistik selbst, da sich abstrakte Obersätze, gegossenen in ein „Gesetz“, aus den Schematisierungsversuchen für ein einheitliches Vorgehen zur Bewältigung vergleichbarer Anwendungsfälle erst ergäben.
Das Geldwesen spielte in der Zeit noch kaum eine Rolle, denn Leistungen beruhten vornehmlich auf Gütertausch. Ein privatrechtlicher Schuldner hatte in diesem Rechtssystem einen schweren Stand, denn ihm wurde grundsätzlich Misstrauen entgegengebracht; er wurde mit hohen Zinssätzen bedacht und war bei Leistungsstörungen harten Vollstreckungsmaßnahmen, gegebenenfalls mit persönlicher Haft, ausgesetzt. Sehr empfindlich reagierte die Rechtsordnung auf die Verletzung von Privatdelikten, sofern sie sich gegen bäuerliche Besitztümer richteten, etwa Hof, Feld und Fahrnis.
Einzelne Hinweise: Bedeutende Rechtsgeschäfte waren die Manzipation, die Emanzipation, die Spielarten der Manusehe (coemptio / confarreatio / conventio in manum), die Stipulation und Abtretungsgeschäfte (in iure cessio). Wer nicht handlungsfähig war, stand unter Vormundschaft (tutela) oder Pflegschaft (cura). Vererbt wurde im Wege der Haus- und nachrangig der Außenerbfolge. Das Testamentswesen war – wie woanders auch – erst im Entstehen begriffen, ebenso Legate. Von großer Bedeutung war die Ordnung von Eigentums- und Besitzverhältnissen, die auch gemeinschaftlich (ercto non cito) und geteilt (servitutes) ausgeübt werden konnten. Relevanz erlangten dabei die Erscheinungsformen der Haftungsverhältnisse, insbesondere bei Delikten (Noxal- und Tierschadenshaftung inbegriffen).

## Forschungskontroverse
Der Rechtshistoriker Fritz Schulz stellte einen nur geringen Anteil von Gesetzesmaterial in den Quellen fest, was ihn zu der unter Rechtshistorikern sehr bekannt gewordenen Aussage verleitete, dass „das Volk des Rechts […] nicht das Volk der Gesetze [sei]“. Diese Auffassung wird in der jüngeren Forschung von Callie Williamson bestritten, denn seinen Untersuchungen zufolge hätten leges publicae gerade in der Zeit zwischen dem 4. und 1. Jahrhundert v. Chr. dem Zweck der gezielten Suche nach gesellschaftlicher Akzeptanz gedient.
Die Kritik verstärkt Dario Mantovani, denn er weist darauf hin, dass etliche Quellen der späten Republik einen deutlichen Einbezug der leges publicae in das Gefüge des römischen Rechts bezeugten. Möglicherweise aus Interpolationsgründen hätten diese in der justinianischen Zusammenstellung der Digesten nur keinen Niederschlag gefunden. Zusammenfassend vertritt Pierangelo Buongiorno die Auffassung, dass das Themenfeld nicht ausgeforscht sei und eine neue Bewertung der Problematik erfolgen solle.